# Challenger Lugano
Il Challenger Lugano è un torneo professionistico di tennis che fa parte del circuito Challenger. Si gioca annualmente a Lugano in Svizzera dal 2021, sui campi in cemento indoor del Padiglione Conza, organizzato dalla Scuola Tennis by Margaroli.

## Albo d'oro

### Singolare
| Anno | Campione          | Finalista         | Punteggio           |
| ---- | ----------------- | ----------------- | ------------------- |
| 2025 | Borna Ćorić       | Raphaël Collignon | 6–3, 6–1            |
| 2024 | Otto Virtanen (2) | Daniel Masur      | 6(4)–7, 6–4, 7–6(3) |
| 2023 | Otto Virtanen (1) | Cem İlkel         | 6–4, 7–6(5)         |
| 2022 | Luca Nardi        | Leandro Riedi     | 4–6, 6–2, 6–3       |
| 2021 | Dominic Stricker  | Vitaliy Sachko    | 6–4, 6–2            |

### Doppio
| Anno | Campioni                        | Finalisti                          | Punteggio              |
| ---- | ------------------------------- | ---------------------------------- | ---------------------- |
| 2025 | Cleeve Harper David Stevenson   | Jakub Paul David Pel               | 4–6, 6–3, [10–8]       |
| 2024 | Sander Arends Sem Verbeek       | Constantin Frantzen Hendrik Jebens | 6(9)–7, 7–6(1), [10–8] |
| 2023 | Zizou Bergs David Pel           | Constantin Frantzen Hendrik Jebens | 6–2, 7–6(6)            |
| 2022 | Ruben Bemelmans Daniel Masur    | Leandro Riedi Jérôme Kym           | 6–4, 6(5)–7, [10–7]    |
| 2021 | Andre Begemann Andrea Vavassori | Denys Molčanov Serhij Stachovs'kyj | 7–6(11), 4–6, [10–8]   |